# میتسواکی هوشینو
میتسواکی هوشینو (انگلیسی: Mitsuaki Hoshino؛ زادهٔ ۱۹ فوریهٔ ۱۹۵۹) بازیگر، و صداپیشه اهل ژاپن است.